# Navaleno
Navaleno es una localidad y también un municipio de la provincia de Soria, partido judicial de Soria,  comunidad autónoma de Castilla y León, España. Pueblo de la comarca de Pinares.
Desde el punto de vista jerárquico de la Iglesia católica forma parte de la diócesis de Osma la cual, a su vez, pertenece a la archidiócesis de Burgos.

## Geografía
Integrado en la comarca de Pinares, se sitúa a 47 kilómetros de Soria. El término municipal está atravesado por la carretera nacional N-234, entre los pK 396 y 400, además de por carreteras locales que comunican con Canicosa de la Sierra y con la base aérea de Amogable.  
El relieve del municipio es predominantemente montañoso, cerca de la sierra de la Umbría, que hace de límite con la provincia de Burgos. El río Navaleno pasa por el pueblo y cruza el territorio de este a oeste. La altitud oscila entre los 1347 metros al norte (pico Barbojo) y los 1050 metros a orillas del río Navaleno. El pueblo se alza a 1105 metros sobre el nivel de mar.  
| Noroeste: Canicosa de la Sierra (Burgos) | Norte: Canicosa de la Sierra (Burgos) | Nordeste: Soria (exclave) |
| Oeste: Casarejos                         |                                       | Este: Soria (exclave)     |
| Suroeste: Vadillo                        | Sur: Vadillo                          | Sureste: Soria (exclave)  |

### Riqueza micológica
En Navaleno se encuentra uno de los principales hábitats micológicos de la provincia de Soria; se trata de la masa forestal de pino negral y pino albar de la comarca de Pinares.
Estos pinares son muy buenos productores de Lactarius deliciosus (níscalo o amizcle), lo que unido a la relativa proximidad de Soria a los mercados catalanes, donde es muy apreciado, hace que sea la especie más importante desde el punto de vista económico de estas masas forestales. 
Pero también se comercializan otras especies del género Hygrophorus: llanegas; Tricholoma equestre (o seta de los caballeros), calificada desde el punto de vista culinario como “excelente”, Tricholoma terreum (o negrilla), calificada como “buen comestible”; y, aunque en menor cantidad, también se pueden encontrar Boletus edulis (miguel u hongo blanco), calificado culinariamente como “excelente”; y Boletus pinophilus (miguel u hongo rojo), también calificado como “excelente”.
Todos los años, en torno a la festividad de Todos los Santos, se celebran las Jornadas Micológicas con exposición de las distintas variedades de setas recogidas en la zona, conferencias, degustaciones micológicas, concurso de fotografía, etc. 
Además cuenta con el Centro Micológico de Navaleno, inaugurado en 2007 y abierto desde 2008, que alberga una exposición permanente sobre el mundo de las setas y desde el que se organizan cursos relacionados con el mundo fungi.

## Historia

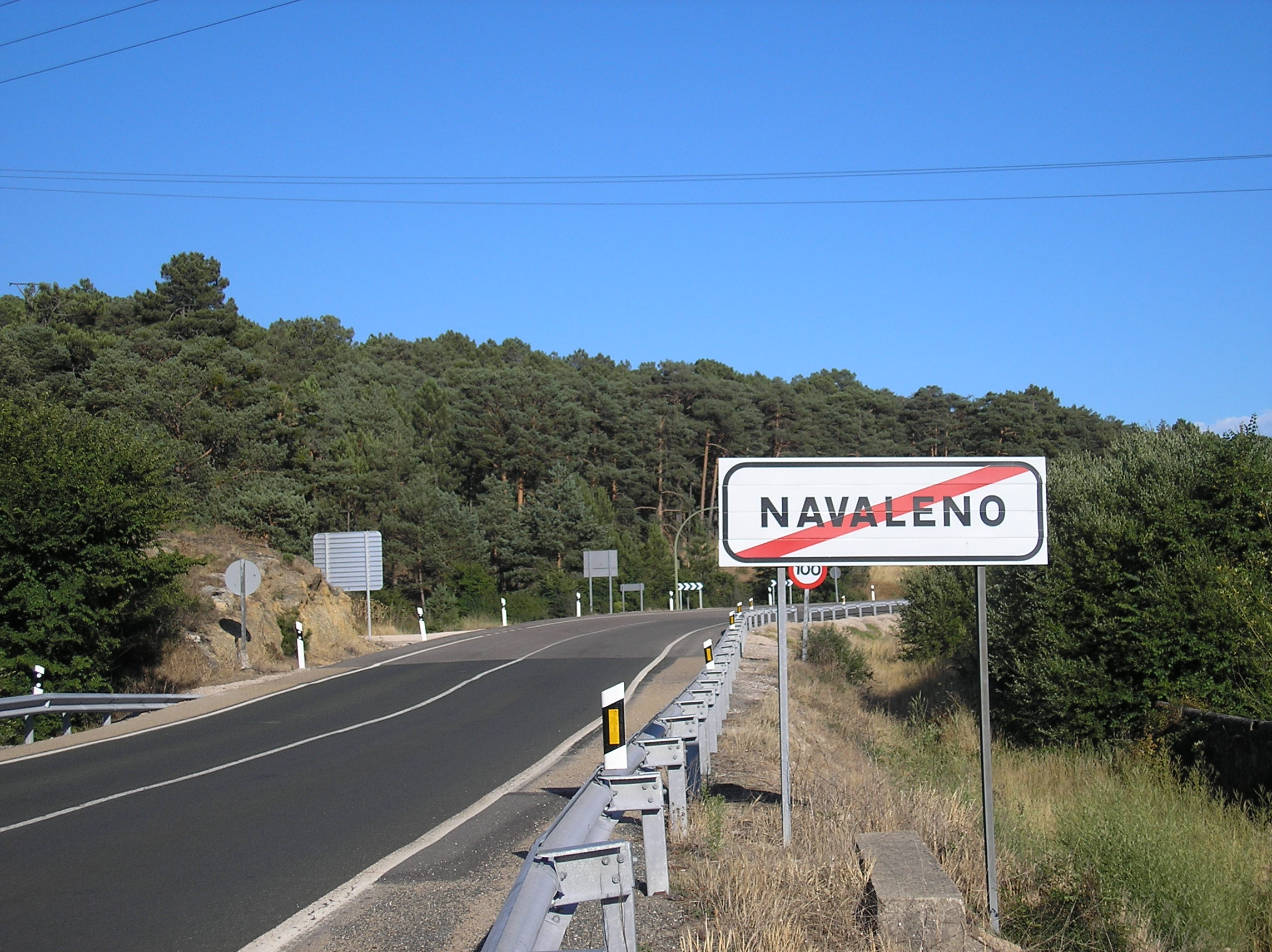
Salida de Navaleno N-234, dirección Soria.

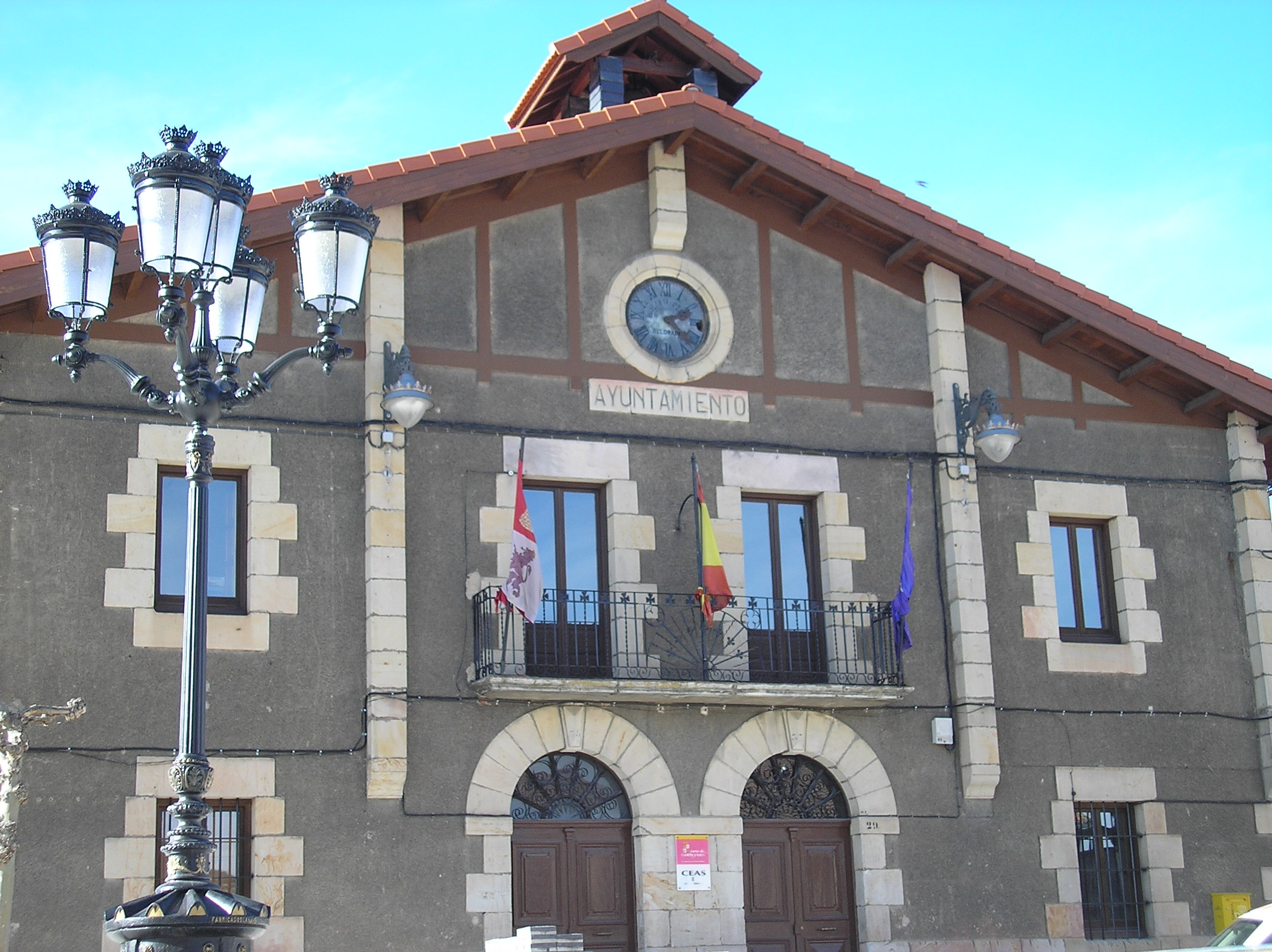
Ayuntamiento de Navaleno.

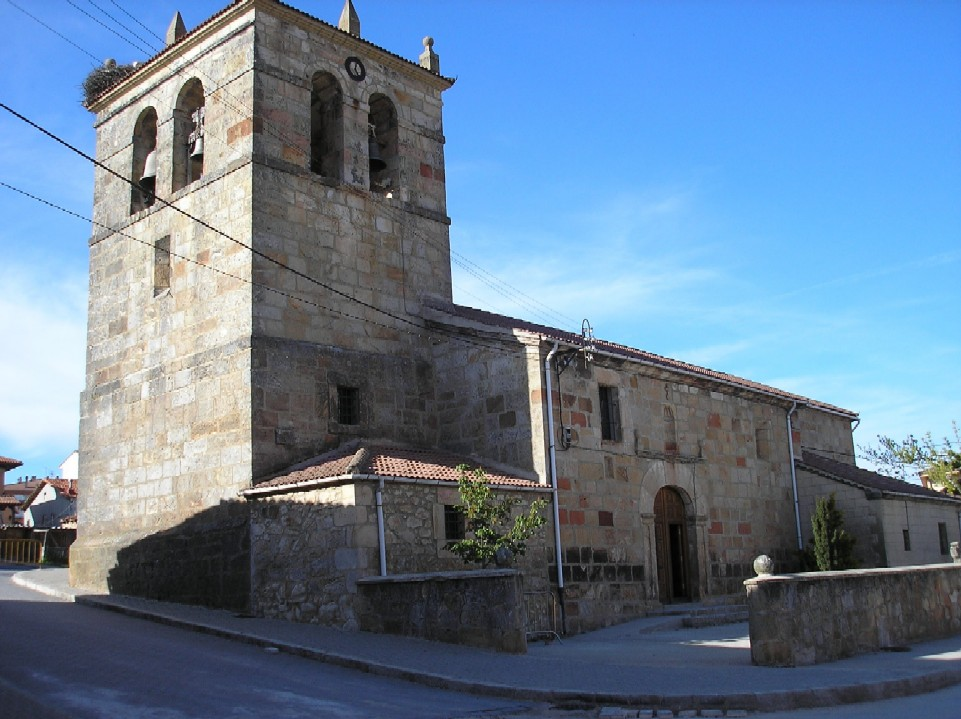
Iglesia de San Esteban.

Perteneció a la Hermandad de la Cabaña Real de Carreteros de Burgos–Soria (Carretería), creada en el siglo XV en el reinado de los Reyes Católicos.
A la caída del Antiguo Régimen la localidad se constituye en municipio constitucional en la región de Castilla la Vieja, partido de Soria,  que en el censo de 1842 contaba con 52 hogares y 210  vecinos.
Se rodó una escena de la película Doctor Zhivago de David Lean en la estación de ferrocarril, y ese año tuvieron que improvisar nieve artificial.
Su iglesia parroquial está dedicada a San Esteban Protomártir.

## Geografía humana

### Demografía
Cuenta con una población de 732 habitantes (INE 2024).
| Gráfica de evolución demográfica de Navaleno entre 1842 y 2021                                                        |
| |
| Población de derecho según los censos de población del INE. Población de hecho según los censos de población del INE. |

Aumenta su población considerablemente en verano por ser sitio de ocio, ideal para la práctica de actividades, tales como el senderismo. También es conocida por la abundancia  y calidad micológica que se encuentra en sus pinares.

### Economía

Término municipal.

Su economía viene principalmente de la industria maderera para la creación de muebles, palés, etc. Antiguamente gran parte de la población se dedicaba al transporte de carretas, al igual que los pueblos vecinos.
Cuenta con potencialidades turísticas: el Camino de Santiago de Soria, también llamado Castellano-Aragonés, pasa por la localidad.

### Comunicaciones
Hasta su cierre en 1985, la villa contaba con la estación de Navaleno, perteneciente al ferrocarril Santander-Mediterráneo.

## Cultura

### Fiestas
- Fiestas del Niño Jesús y la Madre de Dios (Segundo domingo después de Reyes). Es una celebración religiosa caracterizada por el teatro. Aunque la fiesta comienza el domingo todo el fin de semana está amenizado por teatro realizado por los habitantes de Navaleno. El sábado (víspera) hay también verbena por la noche. El domingo y el lunes, se realiza la misa por la mañana en honor al niño Jesús, después se sale en procesión por las calles del pueblo y los hombres bailan al santo, por la tarde teatro y verbena para los niños y por la noche para los más mayores. El martes es el fin de las fiestas y la gente suele salir a cenar. Las fiestas finalizan con la verbena.
- Carnavales (Fin de semana anterior a la cuaresma cristiana). El jueves anterior (Jueves Lardero, pan, chorizo y huevo) se celebra por la tarde una merienda en el patio del colegio. El viernes por la tarde-noche hay un pasacalles por el pueblo para todos los niños amenizado por una charanga y la suelta de una vaquilla de cartón piedra. El sábado por la mañana se realizan las tradicionales cuarentenas, en las cuales todos los niños del colegio van por las calles cantando y pidiendo a la gente del pueblo. Por la tarde hay verbena para que los niños se disfracen y por la noche también para los más mayores y hay un concurso de disfraces.  El domingo se realiza en el CRIE la comida de las cuarentenas donde se juntan los niños del pueblo para comer, juegan con la vaquilla y suele haber algún espectáculo organizado por la asociación de padres. El lunes por la mañana se vuelven a realizar las cuarentenas y por la tarde hay alguna actividad para los más pequeños. El martes se da cierre a los carnavales con el entierro de la sardina (se quema una sardina que han hecho los alumnos del colegio de Navaleno) y después hay una merienda en el patio del colegio para todo el pueblo.
- La pingada del mayo (1 de mayo). El día 30 de abril los mozos del pueblo van al monte a cortar un pino para al día siguiente plantarlo en el pueblo. El día 1 los mozos pingan el pino en el pueblo y está allí todo el mes de mayo.
- Fiestas de San Roque (Del 14 al 18 de agosto). El día 14 comienzan las fiestas con el pregón, por la tarde, a cargo de un representante de alguna peña. En él se dan a conocer la reina, las damas y los místeres de la fiesta. Después del pregón se celebra un pasacalles por el  pueblo acompañado por la charanga. Por la noche hay verbena en la plaza del pueblo. El día 15 a las ocho de la mañana hay diana floreada en la que se va a la casa del alcalde y de los concejales con la charanga y se ofrece un pequeño almuerzo. Desde las 10 de la mañana hasta la una  más o menos hay actividades para los niños (cross popular, cabezudos...). A la una misa y procesión en honor a la Virgen. Por la tarde hay toros en el Botón (vaquillas que torean los mozos del pueblo), después se sube todos juntos al pueblo y se va con la charanga por las peñas (locales de cada cuadrilla). Por la tarde-noche hay también verbena en la plaza del pueblo. El día 16 por la mañana a partir de las once hay actividades para los niños (cabezudos, cucañas..) a la una misa y procesión en honor de san Roque. Por la tarde toros en el Botón. Por la tarde-noche verbena. El día 17 a las ocho de la mañana hay diana floreada, por la mañana hay hinchables en el polideportivo para los más pequeños, sobre las tres del mediodía las peñas van a comer al paraje Fuente del Botón, después en el barrio de San Roque los vecinos echan agua a los jóvenes, se sube al pueblo acompañados de la charanga. Por la tarde para los niños en el patio del colegio hay una fiesta de espuma. Por la tarde-noche hay verbena. Cuando finaliza se da una vuelta con la charanga por el pueblo y mientras tanto los mozos preparan un almuerzo para todo el mundo en la plaza. El día 18, se acaban las fiestas y hay caldereta en el paraje Fuente del Botón, se está allí hasta por la tarde descansando, comida amenizada por la charanga. Por la tarde-noche verbena de fin fiestas.
- San Esteban (patrón de Navaleno) (26 de diciembre)

Por la mañana hay una misa en honor de san Esteban y después procesión dónde los hombres bailan la jota al son de los gaiteros. Por la tarde (sobre las 8) se prenden unas hogueras en la plaza del pueblo dónde la gente lleva sus parrillas y su comida para asarla allí con la charanga. Después por la noche hay verbena en el polideportivo.

## Vecinos ilustres
- Juan Andrés y Arroyo, ministro de la Real Hacienda, obtuvo destinos de gran importancia en Buenos Aires y Paraguay[4]
- Agapito Iglesias, propietario del Real Zaragoza.